# Kapustnica

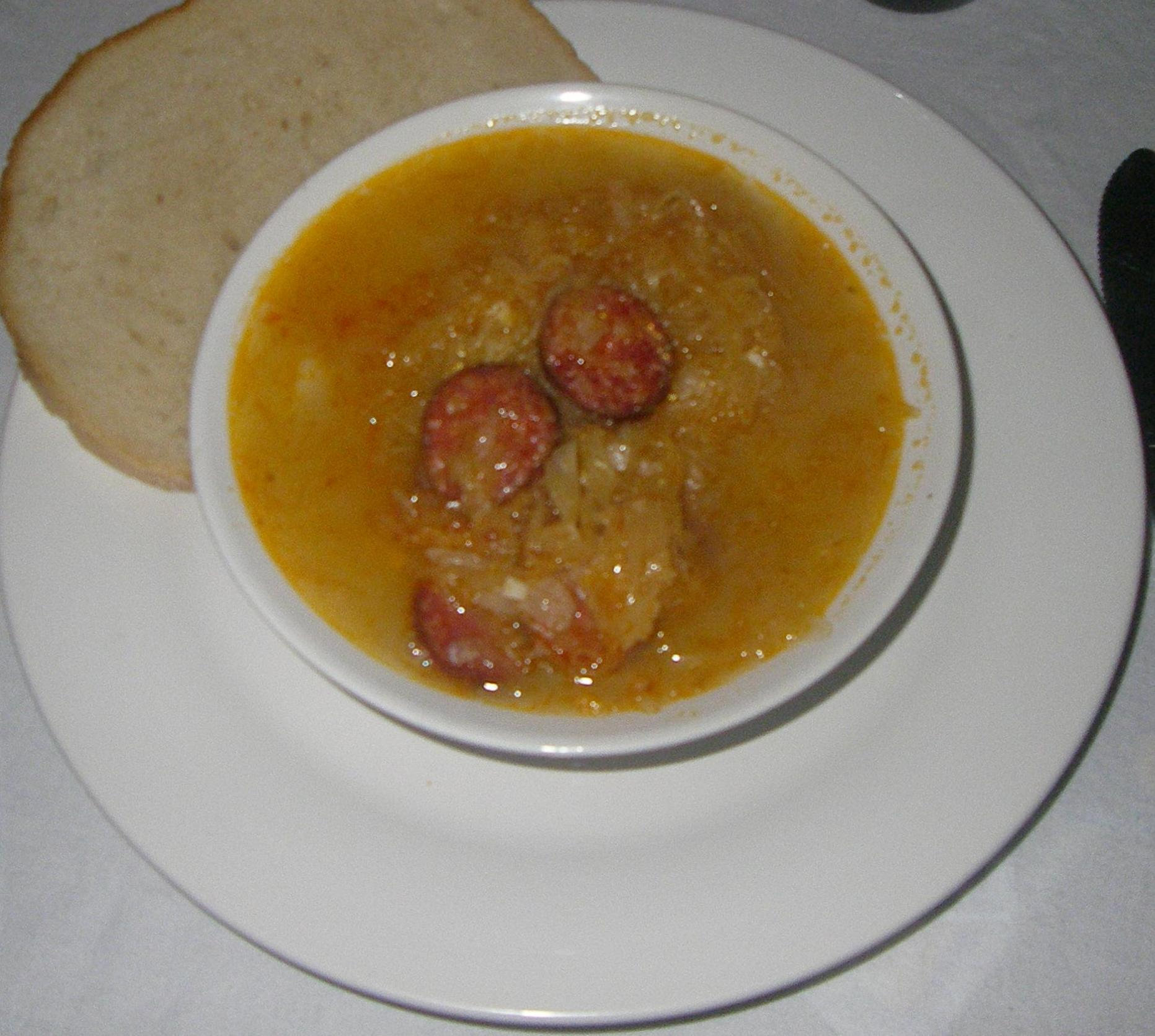
Kapustnica dalla Slovacchia Centrale

La kapustnica /kapustɲitsa/ è una zuppa densa slovacca. È preparata con crauti fermentato, da cui il piatto prende il nome (kapusta significa cavolo cappuccio in slovacco).
La ricetta varia in base alla regione e alla stagione. Nel periodo dell'Avvento fino alla Vigilia di Natale non viene aggiunta carne e la zuppa viene addensata con halušky liscio bianco, crema e patate. La ricetta natalizia luterana prevede invece una preparazione più ricca con carne affumicata, salsiccia e funghi. La kapustnica di Natale è tradizionalmente preparata alla fine dell'anno solare. Ci sono anche differenze significative nelle ricette regionali di kapustnica: la kapustnica viene cucinata in modo leggermente diverso in ogni regione, valle e villaggio.
Il succo di crauti è anche chiamato kapustnica in slovacco.